# Friedrich Gottlieb Bartling
Friedrich Gottlieb Bartling est un botaniste allemand, né le 9 décembre 1798 à Hanovre et mort le 20 novembre 1875 à Hanovre.
Il étudie l’histoire naturelle à l’université de Göttingen. Bartling visite en 1818 la Hongrie et la Croatie. Il devient en 1822 Privat-docent, en 1836 professeur et en 1837 directeur du jardin botanique de Göttingen.

## Liste partielle des publications
- De litoribus ac insulis maris Liburnici (1820)
- [1830] Ordines Naturales Plantarum (es), Göttingen, Sumtibus Dieterichianis, 1830, 498 p., sur books.google.fr (OCLC 868939238, lire en ligne).
- Flora der österreichischen Küstenländer (1825)
- Avec Georg Ernst Ludwig Hampe (1795-1880) Vegetabilia cellularia in Germania septentrionale praesertim in Hercynia et in agro Gottingensi (1834 et 1836).